# 宮崎平野

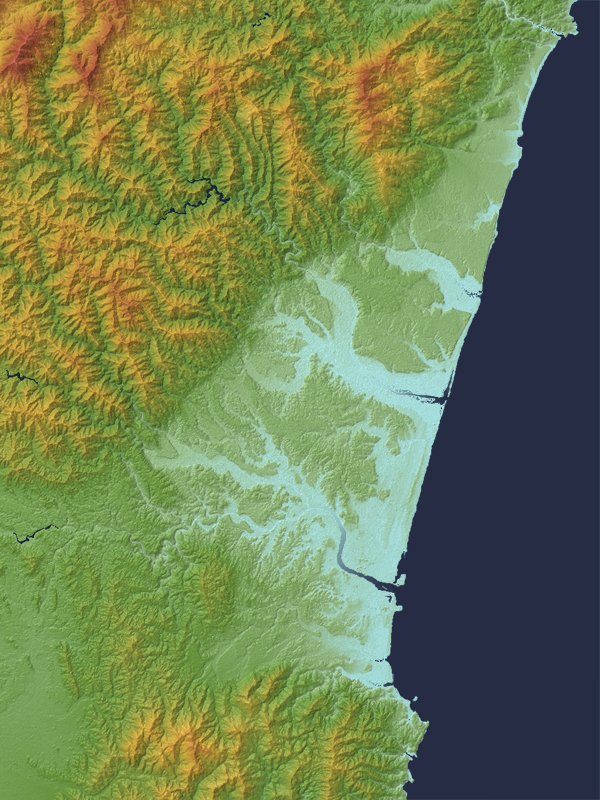
宮崎平野周辺の地形図。まとまった平坦地は海沿いと川沿いの明るい色の部分。やや暗い色の部分は中山間地。

宮崎平野（みやざきへいや）は、宮崎県中央部海岸沿いにおいて南北約60キロメートルの範囲に広がる平野である。東部は太平洋（日向灘）に面し、北西部には九州山地、南部には鰐塚山地が迫っている。平野の領域は南部では海岸から約30キロメートルの内陸に及んでいるが北部へ至るにつれて次第に狭くなる三角形を呈している。地形は起伏に富んでおり標高200メートル以下の丘陵や台地が多い。小丸川、一ツ瀬川、大淀川、清武川などの河川が流れる。

## 地質
古第三紀に海底に堆積した四万十層群と呼ばれる地層と、100万年から200万年前にかけて堆積した宮崎層群と呼ばれる地層が約50万年前頃から隆起しはじめ、やがて陸地となったものが宮崎平野である。隆起が速かったため海岸段丘の跡が多く残されている。南部を最大約20メートルの厚さでシラス（入戸火砕流堆積物）、最大約3メートルの厚さでアカホヤが覆っている。大淀川や一ツ瀬川の下流部は沖積平野となっている.